# NBA 2K (серия игр)
NBA 2K (рус. Национальная баскетбольная ассоциация, сокр. НБА) — серия компьютерных игр в жанре спортивного симулятора, созданная Visual Concepts. Первоначально издателем игры была компания Sega, но начиная с 2005 года издателем игры является 2K Sports. Основным конкурентом этой игры на игровом рынке является серия игр NBA Live от EA Sports. Выпускается ежегодно начиная с 1999 года.

## Игры серии
- NBA 2K
- NBA 2K1
- NBA 2K2
- NBA 2K3
- NBA 2K4
- NBA 2K5
- NBA 2K6
- NBA 2K7
- NBA 2K8
- NBA 2K9
- NBA 2K10
- NBA 2K11
- NBA 2K12
- NBA 2K13
- NBA 2K14
- NBA 2K15
- NBA 2K16
- NBA 2K17 [1]
- NBA 2K18
- NBA 2K19
- NBA 2K20
- NBA 2K21
- NBA 2K22
- NBA 2K23
- NBA 2K24
- NBA 2K25